# Minardi M197
O M197 foi o modelo da Minardi da temporada de 1997 da F1. Condutores: Ukyo Katayama, Jarno Trulli e Tarso Marques.

## Resultados[1]
(legenda) 
| Ano  | Chassi | Motor           | Pneus | N° | Pilotos       | 1   | 2   | 3   | 4   | 5   | 6   | 7   | 8   | 9   | 10  | 11  | 12  | 13  | 14  | 15  | 16  | 17  | Pontos | Posição  |  |
| ---- | ------ | --------------- | ----- | -- | ------------- | --- | --- | --- | --- | --- | --- | --- | --- | --- | --- | --- | --- | --- | --- | --- | --- | --- | ------ | -------- |  |
|      |        |                 |       |    |               |     |     |     |     |     |     |     |     |     |     |     |     |     |     |     |     |     |        |          |  |
|      |        |                 |       |    |               | AUS | BRA | ARG | SMR | MON | ESP | CAN | FRA | GBR | GER | HUN | BEL | ITA | AUT | LUX | JPN | EUR |        |          |  |
| 1997 | M197   | Hart 830 AV7 V8 | G     | 20 | Ukyo Katayama | Ret | 18  | Ret | 11  | 10  | Ret | Ret | 11  | Ret | Ret | 10  | 14† | Ret | 11  | Ret | Ret | 17  | 0      | NC (11º) |  |
| 1997 | M197   | Hart 830 AV7 V8 | G     | 21 | Jarno Trulli  | 9   | 12  | 9   | DNS | Ret | 15  | Ret |     |     |     |     |     |     |     |     |     |     | 0      | NC (11º) |  |
| 1997 | M197   | Hart 830 AV7 V8 | G     | 21 | Tarso Marques |     |     |     |     |     |     |     | Ret | 10  | Ret | 12  | Ret | 14  | EX  | Ret | Ret | 15  | 0      | NC (11º) |  |